# 「告頂新 討公道」運動
「告頂新　討公道」運動是指2014年11月17日，民進黨新北市長候選人游錫堃在前行政院長謝長廷、民進黨新北市議會黨團成員、游錫堃競選總部幹部陪同下召開記者會宣布的一項由新北市政府向頂新代位求償為市民爭取公道，每人最多可拿到新台幣500至300,000元賠償金的活動。

## 背景

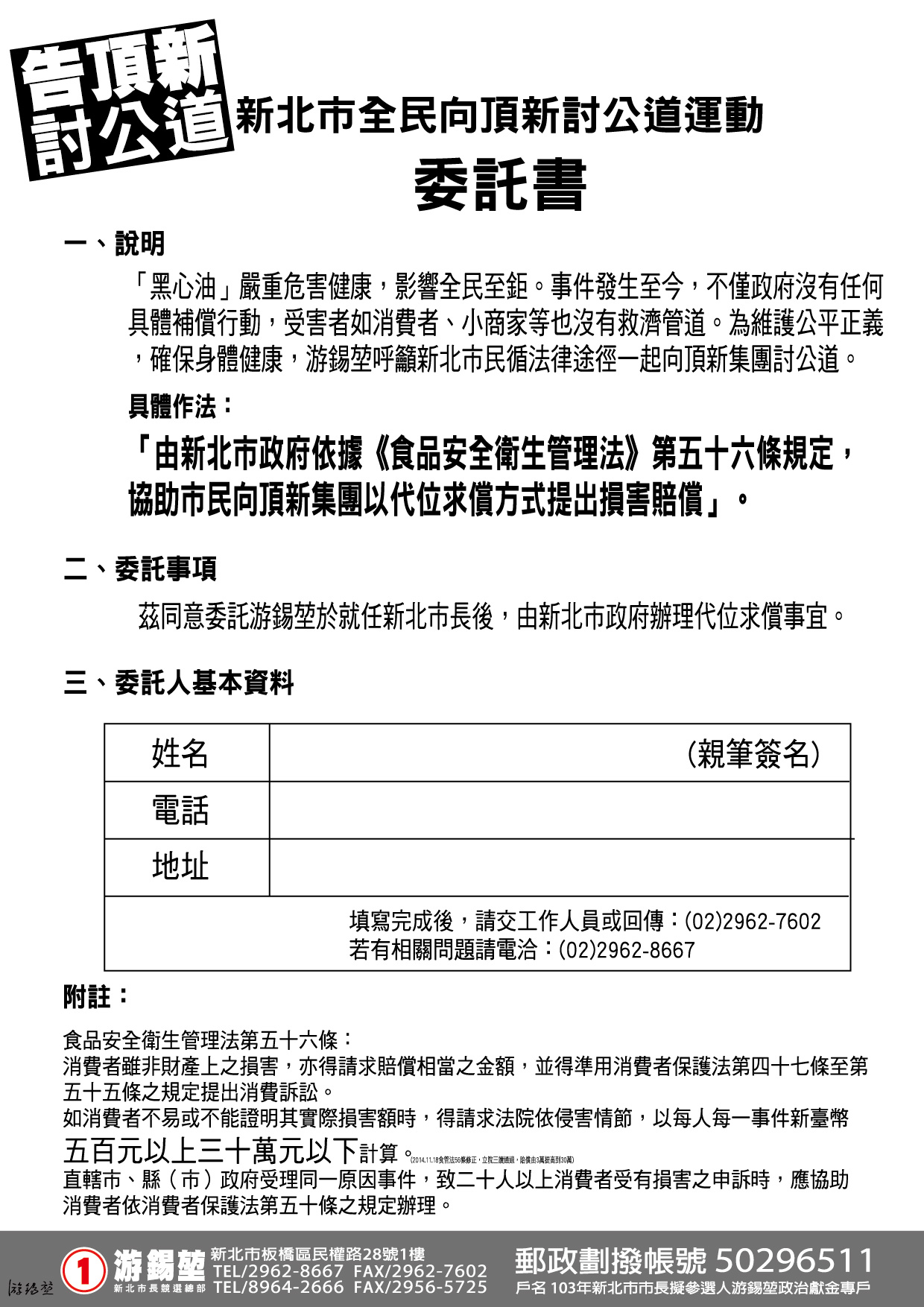
「新北市全民向頂新討公道運動」委託書

台灣油品安全連環爆，2014年10月8日，頂新集團下的正義食品公司「維力清香油」、「維力香豬油」、「正義香豬油」3款豬油捲入飼料油風波，讓食安問題再度浮上檯面。2014年10月9日，新北市市長朱立倫表示：「每次食安的事件都讓民眾很不安，我一定要重刑、重罰，罰到這些黑心的廠商，罰到他倒、關到他老，讓他們絕對不敢再犯這樣的錯。」
2014年11月17日，民進黨新北市長候選人游錫堃表示，政府對頂新的消極作為，是讓食安問題連環爆的最大黑手，尤其朱立倫常說要將黑心廠商「罰到倒、關到老」，卻在上任後30天就快速通過頂新位於三重新燕的萬坪土地，希望內政部能將此案退回新北市府，重啟調查、釐清變更過程疑點。並發起當選第一天就會成立律師團，並請來謝長廷擔任首席法律顧問，由新北市政府向頂新代位求償，為市民爭取公道的「告頂新　討公道」運動。

## 活動進程
- 2014年11月17日，民進黨新北市長候選人游錫堃發起「告頂新　討公道」運動。[1][9][3]
- 11月23日，已收到近8000份委託書，並有150多家擁有共同意志的商店參加「告頂新，討公道」的連署。[10][11][12]

- 2015年12月20日，民眾發起「全民監督，解放味全」活動[13]，希望於全台灣各大城市舉辦說明會，邀請全台灣的民眾一起參與，募集全台灣之專業、資金、股權、委託書將味全還給社會。